# 青少年学徒ニ賜ハリタル勅語

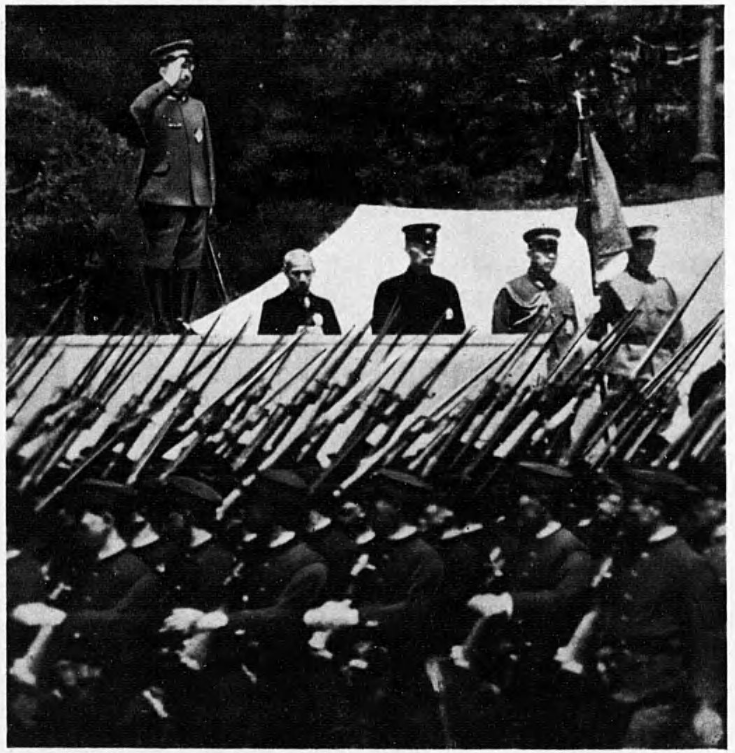
1939年（昭和14年）5月22日、宮城前広場で行われた青少年学徒親閲式。

青少年学徒ニ賜ハリタル勅語（せいしょうねんがくとにたまわりたるちょくご、旧字体：靑少年學徒ニ賜ハリタル敕語）は、1939年（昭和14年）5月22日に昭和天皇が荒木貞夫文部大臣に与えた勅語。

## 概要
1939年（昭和14年）5月22日、東京の宮城前広場（現・皇居外苑）で、陸軍現役将校学校配属令の施行15年を記念する全国学校教職員及び学生生徒御親閲式が行われた。この親閲式には昭和天皇が臨席し、全国から学生生徒代表3万1000余名、教職員代表4500余名が参列した。式終了後の同日午後、昭和天皇は荒木貞夫文部大臣を宮中に呼び、青少年学徒に対する勅語を与えた。これが「青少年学徒ニ賜ハリタル勅語」であり、同日付で荒木文相の訓示とともに全国に告知した（昭和14年文部省訓令第15号）。
1948年（昭和23年）6月19日、青少年学徒ニ賜ハリタル勅語は、衆議院における「教育勅語等排除に関する決議」および参議院における「教育勅語等の失効確認に関する決議」によって、教育ニ関スル勅語（教育勅語）などとともに失効確認が決議された。

## 本文
- 読み

国本（こくほん）に培（つちか）い、国力を養い、以て国家隆昌（こっかりゅうしょう）の気運を永世に維持せんとする任たる極めて重く、道たる甚だ遠し。而（しこう）して、其の任（にん）実に繋（かか）りて汝等（なんじら）青少年学徒の雙肩（そうけん）に在り。汝等（なんじら）其（そ）れ気節（きせつ）を尚（たっと）び、廉恥（れんち）を重んじ、古今の史実に稽（かんが）え、中外の事勢に鑒（かんが）み、其の思索を精（せい）にし、其の識見を長じ、執（と）る所（ところ）中（ちゅう）を失わず、嚮（むか）う所（ところ）正（せい）を謬（あやま）らず、各（おのおの）其の本分を恪守（かくしゅ）し、文を修め、武を練り、質実剛健の気風を振励（しんれい）し、以て負荷（ふか）の大任を全（まった）くせんことを期せよ。